# Alfred Harmsworth
Alfred Charles William Harmsworth, 1. wicehrabia Northcliffe (ur. 15 lipca 1865 w Chapelizod, Irlandia, zm. 14 sierpnia 1922 w Westminsterze, Anglia) – brytyjski dziennikarz, potentat wydawniczy na rynku prasowym. Założyciel i pierwszy właściciel funkcjonujących do dziś tytułów Daily Mail i Daily Mirror.